# Laurentius Gunnari Banck

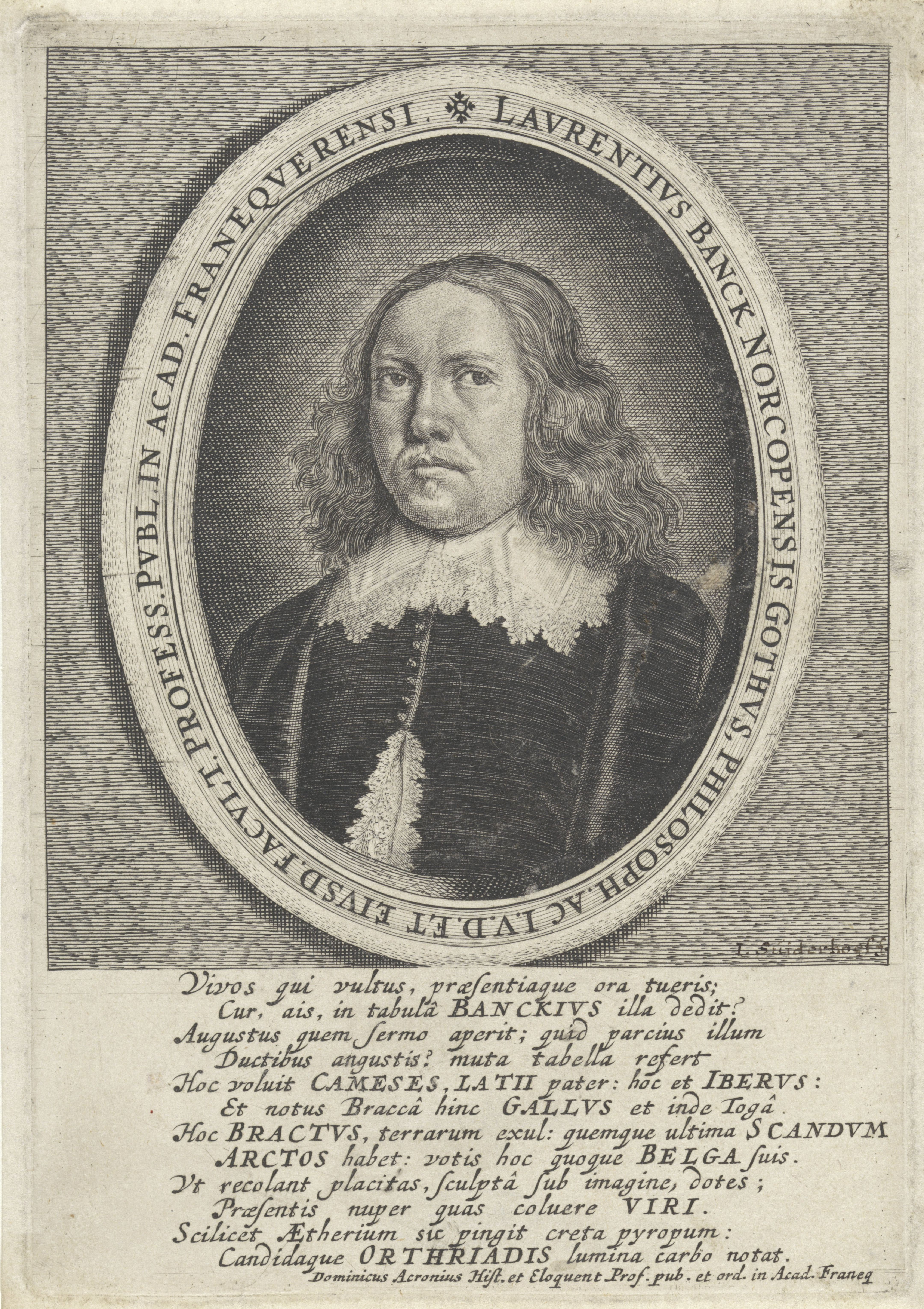
Laurens Banck

Laurentius Gunnari Banck, född cirka 1617 i Norrköping, död 13 oktober 1662 i Franeker i Nederländerna, var en svensk rättslärd och publicist.
Laurentius Gunnari Banck studerade vid Uppsala universitet där han inskrevs tolv år gammal 21 augusti 1629. Efter två disputationer, 1633 och 1635, lämnade han Sverige och tog, ovanligt nog för en svensk vid denna tid, en utländsk examen som juris doktor 1642 i Franeker. Efter resor i Frankrike, Spanien och Italien blev han professor i juridik i Franeker 1647.
I eftervärlden är Banck främst ihågkommen för de skrifter han författade och utgav. Han beskriver Innocentius X:s kröning i Roma triumphans, och berättar om drottning Kristinas personliga förehavanden i Rom i Bizarrie politiche. Vidare har han skrivit en text om de tidiga kristna kungarna före reformationen i De tyrannide papæ in reges & principes christianos diascepsis. Redan titlarna avslöjar att det finns en tydlig tendens att skildra katolska förhållanden onyanserat kritiskt, och många av Bancks texter har använts som propaganda för protestantismen. Om Bancks person sägs det att han var märklig och anklagades för häxeri.
Banck är begravd i kollegiekyrkan i Franeker. I konsistoriet där finns ett porträtt av honom i form av ett kopparstick.